# Football aux Jeux du Pacifique de 2011
L'épreuve de football des Jeux du Pacifique de 2011 se déroule 27 août au 9 septembre 2011.

## Stades
Six stades sont utilisés pour les différents matchs.
| Nouméa            | Nouméa              | Lifou            | Nouméa           | Koné             | Boulari        |
| ----------------- | ------------------- | ---------------- | ---------------- | ---------------- | -------------- |
| Stade Numa-Daly   | Stade Rivière Salée | Stade Hnassé     | Stade PLGC       | Stade Yoshida    | Stade Boewa    |
| Capacité : 10 000 | Capacité : 3 000    | Capacité : 1 680 | Capacité : 1 440 | Capacité : 1 000 | Capacité : 135 |

## Tournoi masculin

### Participants
| - Fidji - Guam - Îles Cook - Îles Salomon - Kiribati - Nouvelle-Calédonie |  | - Papouasie-Nouvelle-Guinée - Samoa américaines - Tahiti - Tuvalu - Vanuatu |

### Format
Les onze équipes sont réparties dans deux groupes, un de six et l'autre de cinq. Les deux premiers de chaque groupe se qualifient pour les demi-finales.

### Premier tour

#### Groupe A
| Rang | Équipe             | Pts | J | G | N | P | Bp | Bc | Diff |
| ---- | ------------------ | --- | - | - | - | - | -- | -- | ---- |
| 1    | Nouvelle-Calédonie | 12  | 5 | 4 | 0 | 1 | 31 | 2  | +29  |
| 2    | Îles Salomon       | 12  | 5 | 4 | 0 | 1 | 19 | 3  | +16  |
| 3    | Vanuatu            | 12  | 5 | 4 | 0 | 1 | 18 | 7  | +11  |
| 4    | Tuvalu             | 4   | 5 | 1 | 1 | 3 | 7  | 20 | -13  |
| 5    | Guam               | 4   | 5 | 1 | 1 | 3 | 4  | 21 | -17  |
| 6    | Samoa américaines  | 0   | 5 | 0 | 0 | 5 | 0  | 26 | -26  |

| Journée 1                          | Tuvalu                                          | 4 - 0   | Samoa américaines      |                                                        |                                                        |
| Samedi 27 août 2011 09:00 (UTC+11) | Petoa 15e · Tiute 30e · Petoa 90e · Petoa 90+2e | (2 - 0) |                        | Stade Rivière Salée, Nouméa Arbitrage : Averii Jacques | Stade Rivière Salée, Nouméa Arbitrage : Averii Jacques |
| Samedi 27 août 2011 09:00 (UTC+11) | Lepaio 90+3e                                    | Rapport | 66e Victor · 80e Natia | Stade Rivière Salée, Nouméa Arbitrage : Averii Jacques | Stade Rivière Salée, Nouméa Arbitrage : Averii Jacques |

| Journée 1                          | Salomon                                                                                         | 7 - 0   | Guam     |                                                       |                                                       |
| Samedi 27 août 2011 12:00 (UTC+11) | Fa'arodo 11e · Fa'arodo 22e · Totori 24e · Totori 41e (pen.) · Nawo 72e · Paia 86e · Totori 89e | (4 - 0) |          | Stade Rivière Salée, Nouméa Arbitrage : Rakesh Varman | Stade Rivière Salée, Nouméa Arbitrage : Rakesh Varman |
| Samedi 27 août 2011 12:00 (UTC+11) | Takayama 29e                                                                                    | Rapport | 42e Cruz | Stade Rivière Salée, Nouméa Arbitrage : Rakesh Varman | Stade Rivière Salée, Nouméa Arbitrage : Rakesh Varman |

| Journée 1                          | Nouvelle-Calédonie                                                            | 5 - 0   | Vanuatu  |                                                       |                                                       |
| Samedi 27 août 2011 15:00 (UTC+11) | Gope-Fenepej 5e · Gope-Fenepej 31e · Bako 43e · Zéoula 51e · Gope-Fenepej 63e | (3 - 0) |          | Stade Rivière Salée, Nouméa Arbitrage : Andrew Achari | Stade Rivière Salée, Nouméa Arbitrage : Andrew Achari |
| Samedi 27 août 2011 15:00 (UTC+11) | Bako 18e · Gope-Fenepej 55e · Wajoka 57e                                      | Rapport | 55e Bong | Stade Rivière Salée, Nouméa Arbitrage : Andrew Achari | Stade Rivière Salée, Nouméa Arbitrage : Andrew Achari |

| Journée 2                         | Vanuatu                                                            | 5 - 1   | Tuvalu    |                                                       |                                                       |
| Mardi 30 août 2011 09:00 (UTC+11) | Kaltack 8e · Kaltack 38e · Kaltack 45+1e · Yelou 49e · Kaltack 80e | (3 - 0) | 90+1e Ale | Stade Rivière Salée, Nouméa Arbitrage : Rakesh Varman | Stade Rivière Salée, Nouméa Arbitrage : Rakesh Varman |
| Mardi 30 août 2011 09:00 (UTC+11) | Yelou 9e · Bongnaim 44e                                            | Rapport | 47e Pokia | Stade Rivière Salée, Nouméa Arbitrage : Rakesh Varman | Stade Rivière Salée, Nouméa Arbitrage : Rakesh Varman |

| Journée 2                         | Samoa américaines | 0 - 4   | Îles Salomon                               |                                                        |                                                        |
| Mardi 30 août 2011 12:00 (UTC+11) |                   | (0 - 0) | 8e Totori · 14e Bule · 28e Luwi · 34e Luwi | Stade Rivière Salée, Nouméa Arbitrage : Averii Jacques | Stade Rivière Salée, Nouméa Arbitrage : Averii Jacques |
| Mardi 30 août 2011 12:00 (UTC+11) | Uhrle 51e         | Rapport | 39e Bule                                   | Stade Rivière Salée, Nouméa Arbitrage : Averii Jacques | Stade Rivière Salée, Nouméa Arbitrage : Averii Jacques |

| Journée 2                         | Guam    | 0 - 9   | Nouvelle-Calédonie                                                                                    |                                                       |                                                       |
| Mardi 30 août 2011 15:00 (UTC+11) |         | (0 - 0) | 12e Kaï · 26e Kaï · 40e Kaï · 47e Kaï · 70e Boawé · 73e Kabeu · 83e Wakanumuné · 85e Hmaé · 90+1e Kaï | Stade Rivière Salée, Nouméa Arbitrage : Kader Zitouni | Stade Rivière Salée, Nouméa Arbitrage : Kader Zitouni |
| Mardi 30 août 2011 15:00 (UTC+11) | Rapport |         | | Stade Rivière Salée, Nouméa Arbitrage : Kader Zitouni | Stade Rivière Salée, Nouméa Arbitrage : Kader Zitouni |

| Journée 3                               | Samoa américaines | 0 - 2   | Guam                      |                                                      |                                                      |
| Jeudi 1er septembre 2011 09:00 (UTC+11) |                   | (0 - 0) | 49e Naputi · 70e Merfalen | Stade Rivière Salée, Nouméa Arbitrage : Bruce George | Stade Rivière Salée, Nouméa Arbitrage : Bruce George |
| Jeudi 1er septembre 2011 09:00 (UTC+11) | Herrera 51e       | Rapport | 58e Calvo                 | Stade Rivière Salée, Nouméa Arbitrage : Bruce George | Stade Rivière Salée, Nouméa Arbitrage : Bruce George |

| Journée 3                               | Tuvalu | 0 - 8   | Nouvelle-Calédonie                                                                                       |                                                    |                                                    |
| Jeudi 1er septembre 2011 12:00 (UTC+11) |        | (0 - 0) | 15e Gorendiawé · 26e Kabeu · 35e Kabeu · 38e Gope-Fenepej · 50e Haeko · 61e Zéoula · 67e Hmaé · 85e Hmaé | Stade Rivière Salée, Nouméa Arbitrage : Chris Kerr | Stade Rivière Salée, Nouméa Arbitrage : Chris Kerr |
| Jeudi 1er septembre 2011 12:00 (UTC+11) |        | Rapport | 90e Wacalie · 90+1e Bako · 90+1e Wajoka · 90+1e Zéoula                                                   | Stade Rivière Salée, Nouméa Arbitrage : Chris Kerr | Stade Rivière Salée, Nouméa Arbitrage : Chris Kerr |

| Journée 3                               | Vanuatu       | 1 - 0   | Îles Salomon       |                                                       |                                                       |
| Jeudi 1er septembre 2011 15:00 (UTC+11) | Kaltack 90+2e | (0 - 0) |                    | Stade Rivière Salée, Nouméa Arbitrage : Kader Zitouni | Stade Rivière Salée, Nouméa Arbitrage : Kader Zitouni |
| Jeudi 1er septembre 2011 15:00 (UTC+11) | Nikiau 63e    | Rapport | 70e Lui · 72e Beui | Stade Rivière Salée, Nouméa Arbitrage : Kader Zitouni | Stade Rivière Salée, Nouméa Arbitrage : Kader Zitouni |

| Journée 4                              | Guam          | 1 - 4   | Vanuatu                                         |                                                    |                                                    |
| Samedi 3 septembre 2011 09:00 (UTC+11) | Cunliffe 14e  | (1 - 0) | 50e Tangis · 53e Tasso · 75e Kaltack · 82e Tari | Stade Rivière Salée, Nouméa Arbitrage : Chris Kerr | Stade Rivière Salée, Nouméa Arbitrage : Chris Kerr |
| Samedi 3 septembre 2011 09:00 (UTC+11) | Schweizer 34e | Rapport | 36e Tasso · 69e Chilia                          | Stade Rivière Salée, Nouméa Arbitrage : Chris Kerr | Stade Rivière Salée, Nouméa Arbitrage : Chris Kerr |

| Journée 4                              | Salomon                                                                       | 6 - 1   | Tuvalu      |                                                        |                                                        |
| Samedi 3 septembre 2011 12:00 (UTC+11) | Totori 15e · Luwi 23e · Naka 37e · Totori 41e (pen.) · Naka 46e · Faisi 90+1e | (4 - 0) | 78e Lepaio  | Stade Rivière Salée, Nouméa Arbitrage : Averii Jacques | Stade Rivière Salée, Nouméa Arbitrage : Averii Jacques |
| Samedi 3 septembre 2011 12:00 (UTC+11) | Fa'arodo 26e                                                                  | Rapport | 69e Tapasei | Stade Rivière Salée, Nouméa Arbitrage : Averii Jacques | Stade Rivière Salée, Nouméa Arbitrage : Averii Jacques |

| Journée 4                              | Nouvelle-Calédonie                                                                      | 8 - 0   | Samoa américaines |                                                       |                                                       |
| Samedi 3 septembre 2011 15:00 (UTC+11) | Kaï 10e · Kaï 38e · Kaï 44e · Haeko 50e · Qaézé 55e · Kaï 66e · Vendegou 72e · Hmaé 89e | (3 - 0) |                   | Stade Rivière Salée, Nouméa Arbitrage : Rakesh Varman | Stade Rivière Salée, Nouméa Arbitrage : Rakesh Varman |
| Samedi 3 septembre 2011 15:00 (UTC+11) | Rapport                                                                                 |         |                   | Stade Rivière Salée, Nouméa Arbitrage : Rakesh Varman | Stade Rivière Salée, Nouméa Arbitrage : Rakesh Varman |

| Journée 5                             | Guam                | 1 - 1   | Tuvalu               |                                                       |                                                       |
| Lundi 5 septembre 2011 09:00 (UTC+11) | Cunliffe 18e (pen.) | (1 - 1) | 24e Stanley          | Stade Rivière Salée, Nouméa Arbitrage : Kader Zitouni | Stade Rivière Salée, Nouméa Arbitrage : Kader Zitouni |
| Lundi 5 septembre 2011 09:00 (UTC+11) | Cruz 56e            | Rapport | 17e Selau · 65e Liva | Stade Rivière Salée, Nouméa Arbitrage : Kader Zitouni | Stade Rivière Salée, Nouméa Arbitrage : Kader Zitouni |

| Journée 5                             | Samoa américaines | 0 - 8   | Vanuatu |                                                       |                                                       |
| Lundi 5 septembre 2011 12:00 (UTC+11) |                   | (0 - 3) | 8e Michel · 22e Michel · 43e Garae · 62e J. Kaltack · 64e M. Kaltack · 70e J. Kaltack · 73e Sese Ala · 78e J. Kaltack | Stade Rivière Salée, Nouméa Arbitrage : Andrew Achari | Stade Rivière Salée, Nouméa Arbitrage : Andrew Achari |
| Lundi 5 septembre 2011 12:00 (UTC+11) | Uhrle 52e         | Rapport | 51e M. Kaltak · 75e B. Kaltack                                                                                        | Stade Rivière Salée, Nouméa Arbitrage : Andrew Achari | Stade Rivière Salée, Nouméa Arbitrage : Andrew Achari |

| Journée 5                             | Salomon             | 2 - 1   | Nouvelle-Calédonie          |                                                    |                                                    |
| Lundi 5 septembre 2011 15:00 (UTC+11) | Nawo 66e · Naka 79e | (0 - 0) | 74e Kaï                     | Stade Rivière Salée, Nouméa Arbitrage : Chris Kerr | Stade Rivière Salée, Nouméa Arbitrage : Chris Kerr |
| Lundi 5 septembre 2011 15:00 (UTC+11) |                     | Rapport | 29e Dokunengo · 90+2e Qaézé | Stade Rivière Salée, Nouméa Arbitrage : Chris Kerr | Stade Rivière Salée, Nouméa Arbitrage : Chris Kerr |

#### Groupe B
| Rang | Équipe                    | Pts | J | G | N | P | Bp | Bc | Diff |
| ---- | ------------------------- | --- | - | - | - | - | -- | -- | ---- |
| 1    | Fidji                     | 12  | 4 | 4 | 0 | 0 | 18 | 1  | +17  |
| 2    | Tahiti                    | 7   | 4 | 2 | 1 | 1 | 25 | 5  | +20  |
| 3    | Papouasie-Nouvelle-Guinée | 7   | 4 | 2 | 1 | 1 | 22 | 4  | +18  |
| 4    | Îles Cook                 | 3   | 4 | 1 | 0 | 3 | 4  | 15 | -11  |
| 5    | Kiribati                  | 0   | 4 | 0 | 0 | 4 | 2  | 46 | -44  |

| Journée 1                          | Papouasie-Nouvelle-Guinée                   | 4 - 0   | Îles Cook    |                                                  |                                                  |
| Samedi 27 août 2011 10:00 (UTC+11) | Hans 18e · Hans 50e · Muta 55e · Lepani 85e | (1 - 0) |              | Stade Boewa, Boulari Arbitrage : Bertrand Billon | Stade Boewa, Boulari Arbitrage : Bertrand Billon |
| Samedi 27 août 2011 10:00 (UTC+11) |                                             | Rapport | 17e Pareanga | Stade Boewa, Boulari Arbitrage : Bertrand Billon | Stade Boewa, Boulari Arbitrage : Bertrand Billon |

| Journée 1                          | Fidji                                                    | 3 - 0   | Tahiti                             |                                             |                                             |
| Samedi 27 août 2011 15:00 (UTC+11) | T. Waqa 28e · T. Marmouyet 44e (csc) · S. Rokotakala 86e | (0 - 0) |                                    | Stade Boewa, Boulari Arbitrage : Chris Kerr | Stade Boewa, Boulari Arbitrage : Chris Kerr |
| Samedi 27 août 2011 15:00 (UTC+11) | J. Vesikula 23e · M. Tiwa 78e · T. Waqa 82e              | Rapport | 50e H. Bourebare · 81e T. Ludivion | Stade Boewa, Boulari Arbitrage : Chris Kerr | Stade Boewa, Boulari Arbitrage : Chris Kerr |

Repos 1 : Karibati
| Journée 2                              | Fidji | 9 - 0   | Kiribati                   |                                                          |                                                          |
| Mardi 30 septembre 2011 10:00 (UTC+11) | Krishna 17e (pen.) · Suwamy 47e · Avinesh 52e · Krishna 56e · Dunadamu 63e · Dunadamu 72e · Krishna 86e · Kamta 90+1e (csc) · Manuca 90+2e | (1 - 0) |                            | Stade Boewa, Boulari Arbitrage : Isidore Assiene-Ambassa | Stade Boewa, Boulari Arbitrage : Isidore Assiene-Ambassa |
| Mardi 30 septembre 2011 10:00 (UTC+11) | Vesikula 73e | Rapport | 77e Bwakineti · 81e Batiri | Stade Boewa, Boulari Arbitrage : Isidore Assiene-Ambassa | Stade Boewa, Boulari Arbitrage : Isidore Assiene-Ambassa |

| Journée 2                              | Tahiti | 7 - 0   | Îles Cook      |                                               |                                               |
| Mardi 30 septembre 2011 10:00 (UTC+11) | T. Neuffer 48e · S. Atani 59e · N. Funnell 69e (csc) · S. Chong Hue 73e 90+1e · H. Poroiae 82e (pen.) 89e | (0 - 0) |                | Stade Boewa, Boulari Arbitrage : Gerald Oiaka | Stade Boewa, Boulari Arbitrage : Gerald Oiaka |
| Mardi 30 septembre 2011 10:00 (UTC+11) | | Rapport | 66e T. Elikana | Stade Boewa, Boulari Arbitrage : Gerald Oiaka | Stade Boewa, Boulari Arbitrage : Gerald Oiaka |

Repos 2 : Papouasie-Nouvelle-Guinée
| Journée 3                               | Îles Cook                                  | 3 - 0   | Kiribati                                |                                                  |                                                  |
| Jeudi 1er septembre 2011 10:00 (UTC+11) | Saghabi 27e · Saghabi 89e · Pareanga 90+2e | (0 - 0) |                                         | Stade Boewa, Boulari Arbitrage : Bertrand Billon | Stade Boewa, Boulari Arbitrage : Bertrand Billon |
| Jeudi 1er septembre 2011 10:00 (UTC+11) | Best 32e · Jamieson 86e                    | Rapport | 45+1e Bwakineti · 73e Yan · 77e Bakaane | Stade Boewa, Boulari Arbitrage : Bertrand Billon | Stade Boewa, Boulari Arbitrage : Bertrand Billon |

| Journée 3                               | Tahiti                                          | 1 - 1   | Papouasie-Nouvelle-Guinée                   |                                                |                                                |
| Jeudi 1er septembre 2011 15:00 (UTC+11) | S. Atani 23e                                    | (0 - 0) | 15e C. Muta                                 | Stade Boewa, Boulari Arbitrage : Andrew Achari | Stade Boewa, Boulari Arbitrage : Andrew Achari |
| Jeudi 1er septembre 2011 15:00 (UTC+11) | T. Marmouyet 15e · H. Poroiae 56e · V. Tepa 80e | Rapport | 29e E. Komeng · 60e J. Yasasa · 66e C. Muta | Stade Boewa, Boulari Arbitrage : Andrew Achari | Stade Boewa, Boulari Arbitrage : Andrew Achari |

Repos 3 : Fidji
| Journée 4                              | Kiribati                | 1 - 17  | Papouasie-Nouvelle-Guinée |                                               |                                               |
| Samedi 3 septembre 2011 10:00 (UTC+11) | Bakaane 71e             | (0 - 9) | 13e Kini · 15e Lepani · 16e Lepani · 16e Foster · 21e Hans · 24e Moka · 28e Moka · 41e Moka · 45+1e (pen.) Hans · 54e Lepani · 68e Lepani · 73e Yasasa · 74e Yasasa · 76e Bondaluke · 79e Kini · 85e Kini · 90+2e Wasi | Stade Boewa, Boulari Arbitrage : Gerald Oiaka | Stade Boewa, Boulari Arbitrage : Gerald Oiaka |
| Samedi 3 septembre 2011 10:00 (UTC+11) | Kamta 40e · Miriata 87e | Rapport | | Stade Boewa, Boulari Arbitrage : Gerald Oiaka | Stade Boewa, Boulari Arbitrage : Gerald Oiaka |

| Journée 4                              | Îles Cook   | 1 - 4   | Fidji                                                          |                                                          |                                                          |
| Samedi 3 septembre 2011 15:00 (UTC+11) | Ngauora 41e | (1 - 1) | 24e Krishna · 35e Kainihewe · 57e (pen.) Dunadamu · 69e Suwamy | Stade Boewa, Boulari Arbitrage : Isidore Assiene-Ambassa | Stade Boewa, Boulari Arbitrage : Isidore Assiene-Ambassa |
| Samedi 3 septembre 2011 15:00 (UTC+11) | Elikana 82e | Rapport | 85e Krishna · 69e Swamy                                        | Stade Boewa, Boulari Arbitrage : Isidore Assiene-Ambassa | Stade Boewa, Boulari Arbitrage : Isidore Assiene-Ambassa |

Repos 4 : Tahiti
| Journée 5                             | Kiribati                     | 1 - 17  | Tahiti |                                               |                                               |
| Lundi 5 septembre 2011 10:00 (UTC+11) | E. Bwakineti 32e             | (1 - 6) | 16e 44e (pen.) H. Poroiae · 19e 28e 33e 46e S. Chong Hue · 21e E. Arañeda · 53e B. Mataitai · 57e T. Ludivion · 73e 79e 85e 88e 90e 90+1e T. Tehau · 83e (pen.) S. Faatiarau · 86e S. Atani | Stade Boewa, Boulari Arbitrage : Gerald Oiaka | Stade Boewa, Boulari Arbitrage : Gerald Oiaka |
| Lundi 5 septembre 2011 10:00 (UTC+11) | N. Batiri 15e · K. Kamta 82e | Rapport | | Stade Boewa, Boulari Arbitrage : Gerald Oiaka | Stade Boewa, Boulari Arbitrage : Gerald Oiaka |

| Journée 5                             | Papouasie-Nouvelle-Guinée | 0 - 2   | Fidji                                  |                                                  |                                                  |
| Lundi 5 septembre 2011 15:00 (UTC+11) |                           | (0 - 2) | 37e Suwamy · 45+1e Kainihewe           | Stade Boewa, Boulari Arbitrage : Bertrand Billon | Stade Boewa, Boulari Arbitrage : Bertrand Billon |
| Lundi 5 septembre 2011 15:00 (UTC+11) | Jampu 42e                 | Rapport | 11e Rokotakala · 13e Waqa · 65e Tuilau | Stade Boewa, Boulari Arbitrage : Bertrand Billon | Stade Boewa, Boulari Arbitrage : Bertrand Billon |

Repos 5 : Îles Cook

### Dernier carré
|  | Demi-finales                | Demi-finales             |                        |   | Finale                     | Finale                     |
|  | Demi-finales                | Demi-finales             |                        |   | Finale                     | Finale                     |
|  |                             |                          |                        |   |                            |                            |
|  | 7 septembre 15h00 - Koné    | 7 septembre 15h00 - Koné |                        |   | 9 septembre 20h00 - Nouméa | 9 septembre 20h00 - Nouméa |
|  | 7 septembre 15h00 - Koné    | 7 septembre 15h00 - Koné |                        |   | 9 septembre 20h00 - Nouméa | 9 septembre 20h00 - Nouméa |
|  | Nouvelle-Calédonie          | 3ap                      |                        |   | 9 septembre 20h00 - Nouméa | 9 septembre 20h00 - Nouméa |
|  | Nouvelle-Calédonie          | 3ap                      |                        |   | 9 septembre 20h00 - Nouméa | 9 septembre 20h00 - Nouméa |
|  | Tahiti                      | 1                        |                        |   | 9 septembre 20h00 - Nouméa | 9 septembre 20h00 - Nouméa |
|  | Tahiti                      | 1                        | Nouvelle-Calédonie     | 2 |                            |                            |
|  | 7 septembre 15h00 - Lifou   |                          | Nouvelle-Calédonie     | 2 |                            |                            |
|  |                             | Îles Salomon             | 1                      |   |                            |                            |
|  | Fidji                       | Îles Salomon             | 1                      | 1 |                            |                            |
|  | Fidji                       |                          |                        | 1 |                            |                            |
|  | Îles Salomon                | 2ap                      |                        |   |                            |                            |
|  | Îles Salomon                | 2ap                      | Match pour la 3e place |   |                            |                            |
|  |                             |                          |                        |   |                            |                            |
|  | 9 septembre 15h00 - Boulari |                          |                        |   |                            |                            |
|  |                             |                          |                        |   |                            |                            |
|  | Tahiti                      | 2                        |                        |   |                            |                            |
|  | Tahiti                      | 2                        |                        |   |                            |                            |
|  | Fidji                       | 1                        |                        |   |                            |                            |
|  | Fidji                       | 1                        |                        |   |                            |                            |

| Demi-finale                              | Nouvelle-Calédonie                                                                                      | 3 - 1 (a.p.)     | Tahiti                        |                                               |                                               |
| Mercredi 7 septembre 2011 15:00 (UTC+11) | G. Gope-Fenepej 89e 108e · M. Hmaé 115e                                                                 | (0 - 0 ; 1 - 1 ) | 52e H. Poroiae                | Stade Yoshida, Koné Arbitrage : Rakesh Varman | Stade Yoshida, Koné Arbitrage : Rakesh Varman |
| Mercredi 7 septembre 2011 15:00 (UTC+11) | J. Wakanumuné 3e · I. Kabeu 51e · I. Kabeu 55e · J. Ixoée 78e · O. Dokunengo 90e · G. Gope-Fenepej 119e | Rapport          | 40e S. Labayen · 42e J. Tehau | Stade Yoshida, Koné Arbitrage : Rakesh Varman | Stade Yoshida, Koné Arbitrage : Rakesh Varman |

| Demi-finale                              | Fidji                                                     | 1 - 2 (a.p.)            | Îles Salomon                   |                                                |                                                |
| Mercredi 7 septembre 2011 15:00 (UTC+11) | Dunadamu 69e                                              | (0 - 0 ; 1 - 1 ; 1 - 2) | 77e Nawo · 93e (pen.) Fa'arodo | Stade Hnassé, Lifou Arbitrage : Averii Jacques | Stade Hnassé, Lifou Arbitrage : Averii Jacques |
| Mercredi 7 septembre 2011 15:00 (UTC+11) | Dunadamu 29e · Erenio 89e · Rokotakala 90+2e · Dau 120+1e | Rapport                 | 29e Joe · 64e Ngava            | Stade Hnassé, Lifou Arbitrage : Averii Jacques | Stade Hnassé, Lifou Arbitrage : Averii Jacques |

| Match pour la troisième place            | Tahiti                        | 2 - 1   | Fidji                                                                                                |                                                  |                                                  |
| Vendredi 9 septembre 2011 15:00 (UTC+11) | S. Atani 5e · L. Tehau 65e    | (1 - 0) | 58e A. Avinesh                                                                                       | Stade Boewa, Boulari Arbitrage : Bertrand Billon | Stade Boewa, Boulari Arbitrage : Bertrand Billon |
| Vendredi 9 septembre 2011 15:00 (UTC+11) | V. Tepa 37e · G. Rochette 73e | Rapport | 12e M. Tiwa · 43e S. Rokotakala · 45e R. Krishna · 45+2e A. Avinesh · 52e M. Kainihewe · 56e T. Waqa | Stade Boewa, Boulari Arbitrage : Bertrand Billon | Stade Boewa, Boulari Arbitrage : Bertrand Billon |

| Finale                                   | Nouvelle-Calédonie                     | 2 - 0   | Îles Salomon                     |                                                |                                                |
| Vendredi 9 septembre 2011 20:00 (UTC+11) | Gope-Fenepej 9e · Bako 11e             | (2 - 0) |                                  | Stade Numa-Daly, Nouméa Arbitrage : Chris Kerr | Stade Numa-Daly, Nouméa Arbitrage : Chris Kerr |
| Vendredi 9 septembre 2011 20:00 (UTC+11) | Béaruné 41e · Bako 58e · Dokunengo 60e | Rapport | 7e Naka · 43e Faise · 82e Totori | Stade Numa-Daly, Nouméa Arbitrage : Chris Kerr | Stade Numa-Daly, Nouméa Arbitrage : Chris Kerr |

### Médaillés
| Édition                | Or | Argent | Bronze |
| ---------------------- | --- | --- | --- |
| Jeux du Pacifique 2011 | Nouvelle-Calédonie · Marius Bako · Emile Béaruné · Georges Béaruné · Arsène Boawé · Olivier Dokunengo · Jean-Yann Dounezek · Georges Gope-Fenepej · Joris Gorendiawé · Jacques Haeko · Michel Hmaé · Judikael Ixoée · Iamel Kabeu · Bertrand Kaï · Rocky Nyikeine · Dimitri Petemou · Patrick Qaézé · André Sinédo · Kenji Vendegou · Dominique Wacalie · Pierre Wajoka · Jean-Patrick Wakanumuné · Joël Wakanumuné · César Zéoula · Christophe Coursimault | Îles Salomon Hadisi Aengari Mostyn Beui Jeffery Bule Henry Fa'arodo Tome Faisi Michael Fifi'i Abraham Iniga Timothy Joe Joe Luwi Joe Manu James Naka Joses Nawo Seni Ngava Ian Paia Jimmy Qwaina Shadrack Ramoni Nelson Sale George Suri Samson Takayama Benjamin Totori Jacob Moli | Tahiti Efrain Arañeda Stanley Atani Heimano Bourebare Jean-Claude Chang Koei Steevy Chong Hue Stéphane Faatiarau Sébastien Labayen Teheivarii Ludivion Tauraa Marmouyet Billy Mataitai Gilbert Meriel Taufa Neuffer Hiroana Poroiae Mikaël Roche Gary Rochette Xavier Samin Jonathan Tehau Lorenzo Tehau Teaonui Tehau Vetea Tepa Temarii Tinorua Eddy Etaeta |

### Classement des buteurs
| #  | Buteur               | Équipe                    | Buts Note 1 | Pen. Note 2 | J. Note 3 | Ratio Note 4 |
| -- | -------------------- | ------------------------- | ----------- | ----------- | --------- | ------------ |
| 1  | Bertrand Kaï         | Nouvelle-Calédonie        | 10          | 0           | 5         | 2            |
| 2  | Jean Kaltack         | Vanuatu                   | 9           | 0           | 5         | 1,8          |
| 3  | Georges Gope-Fenepej | Nouvelle-Calédonie        | 7           | 0           | 5         | 1,4          |
| 4  | Teaonui Tehau        | Tahiti                    | 6           | 0           | 3         | 2            |
| 5  | Steevy Chong Hue     | Tahiti                    | 6           | 0           | 5         | 1,2          |
| 6  | Benjamin Totori      | Îles Salomon              | 6           | 2           | 7         | 0,86         |
| 7  | Nathaniel Lepani     | Papouasie-Nouvelle-Guinée | 5           | 0           | 4         | 1,25         |
| 8  | Michel Hmaé          | Nouvelle-Calédonie        | 5           | 0           | 5         | 1            |
| 9  | Hiroana Poroiae      | Tahiti                    | 5           | 2           | 5         | 0,83         |
| 10 | Stanley Atani        | Tahiti                    | 4           | 0           | 5         | 0,8          |

| 1 : Nombre de buts inscrits 2 : Nombre de penaltys inscrits 3 : Nombre de matchs que le joueur a joué 4 : Nombre de buts par matchs joués |

## Tournoi féminin

### Participants
| - Fidji - Guam - Îles Cook - Salomon - Nouvelle-Calédonie |  | - Papouasie-Nouvelle-Guinée - Samoa américaines - Tahiti - Tonga |

### Format
Les neuf équipes participantes sont réparties dans deux groupes, un de cinq et l'autre de quatre. Les deux premiers de chaque groupe se qualifient pour les demi-finales.

### Premier tour

#### Groupe A
| Rang | Équipe                    | Pts | J | G | N | P | Bp | Bc | Diff |
| ---- | ------------------------- | --- | - | - | - | - | -- | -- | ---- |
| 1    | Nouvelle-Calédonie        | 10  | 4 | 3 | 1 | 0 | 12 | 1  | +11  |
| 2    | Papouasie-Nouvelle-Guinée | 9   | 4 | 3 | 0 | 1 | 11 | 2  | +9   |
| 3    | Tahiti                    | 7   | 4 | 2 | 1 | 1 | 6  | 1  | +5   |
| 4    | Salomon                   | 3   | 4 | 1 | 0 | 3 | 4  | 6  | -2   |
| 5    | Samoa américaines         | 0   | 4 | 0 | 0 | 4 | 0  | 23 | -23  |

| Journée 1                          | Papouasie-Nouvelle-Guinée | 1 - 0   | Tahiti |                                               |                                               |
| Samedi 27 août 2011 10:00 (UTC+11) | Louma 75e                 | (0 - 0) |        | Stade PLGC, Nouméa Arbitrage : Finau Vulivuli | Stade PLGC, Nouméa Arbitrage : Finau Vulivuli |
| Samedi 27 août 2011 10:00 (UTC+11) | Rapport                   |         |        | Stade PLGC, Nouméa Arbitrage : Finau Vulivuli | Stade PLGC, Nouméa Arbitrage : Finau Vulivuli |

| Journée 1                          | Salomon                 | 0 - 3   | Nouvelle-Calédonie                       |                                                    |                                                    |
| Samedi 27 août 2011 15:00 (UTC+11) |                         | (0 - 1) | 17e Xolawawa · 48e Wahnawe · 75e Wahnawe | Stade PLGC, Nouméa Arbitrage : Anna-Marie Keighley | Stade PLGC, Nouméa Arbitrage : Anna-Marie Keighley |
| Samedi 27 août 2011 15:00 (UTC+11) | Bwakolo 85e · Masae 89e | Rapport | 42e Kaemo                                | Stade PLGC, Nouméa Arbitrage : Anna-Marie Keighley | Stade PLGC, Nouméa Arbitrage : Anna-Marie Keighley |

Repos 1 : Samoa américaines
| Journée 2                         | Papouasie-Nouvelle-Guinée                                                                            | 8 - 0   | Samoa américaines |                    |                    |
| Lundi 29 août 2011 10:00 (UTC+11) | Birum 1re · Birum 29e · Morris 29e · Letoi 45e (csc) · Lanta 46e · Siniu 49e · Nori 77e · Midi 90+4e | (4 - 0) |                   | Stade PLGC, Nouméa | Stade PLGC, Nouméa |
| Lundi 29 août 2011 10:00 (UTC+11) | | Rapport | 72e Ioapo         | Stade PLGC, Nouméa | Stade PLGC, Nouméa |

| Journée 2                         | Tahiti        | 0 - 0   | Nouvelle-Calédonie                |                                             |                                             |
| Lundi 29 août 2011 15:00 (UTC+11) |               | (0 - 0) |                                   | Stade PLGC, Nouméa Arbitrage : George Bruce | Stade PLGC, Nouméa Arbitrage : George Bruce |
| Lundi 29 août 2011 15:00 (UTC+11) | Marmouyet 74e | Rapport | 57e Paho · 74e Jaine · 81e Dieuma | Stade PLGC, Nouméa Arbitrage : George Bruce | Stade PLGC, Nouméa Arbitrage : George Bruce |

Repos 2 :  Salomon
| Journée 3                            | Nouvelle-Calédonie                                                                            | 7 - 0   | Samoa américaines |                                            |                                            |
| Mercredi 31 août 2011 11:00 (UTC+11) | Wahnawe 12e · Wahnawe 13e · Maguire 19e · Wahnawe 32e · Wahnawe 43e · Wahnawe 56e · Pouye 78e | (5 - 0) |                   | Stade PLGC, Nouméa Arbitrage : Tupou Patia | Stade PLGC, Nouméa Arbitrage : Tupou Patia |
| Mercredi 31 août 2011 11:00 (UTC+11) | Pahoa 67e                                                                                     | Rapport |                   | Stade PLGC, Nouméa Arbitrage : Tupou Patia | Stade PLGC, Nouméa Arbitrage : Tupou Patia |

| Journée 3                            | Tahiti                  | 2 - 0   | Salomon                 |                                                    |                                                    |
| Mercredi 31 août 2011 13:00 (UTC+11) | Hauata 45e · Hauata 64e | (1 - 0) |                         | Stade PLGC, Nouméa Arbitrage : Anna-Marie Keighley | Stade PLGC, Nouméa Arbitrage : Anna-Marie Keighley |
| Mercredi 31 août 2011 13:00 (UTC+11) | Izal 36e · Izal 58e     | Rapport | 46e Samani · 82e Saepio | Stade PLGC, Nouméa Arbitrage : Anna-Marie Keighley | Stade PLGC, Nouméa Arbitrage : Anna-Marie Keighley |

Repos 3 : Papouasie-Nouvelle-Guinée
| Journée 4                                | Salomon                                          | 4 - 0   | Samoa américaines |                                             |                                             |
| Vendredi 2 septembre 2011 09:00 (UTC+11) | Samani 2e · Samani 4e · Samani 25e · Maenu'u 65e | (3 - 0) |                   | Stade PLGC, Nouméa Arbitrage : George Bruce | Stade PLGC, Nouméa Arbitrage : George Bruce |
| Vendredi 2 septembre 2011 09:00 (UTC+11) |                                                  | Rapport | 85e Ioapo         | Stade PLGC, Nouméa Arbitrage : George Bruce | Stade PLGC, Nouméa Arbitrage : George Bruce |

| Journée 4                                | Papouasie-Nouvelle-Guinée | 1 - 2   | Nouvelle-Calédonie        |                                               |                                               |
| Vendredi 2 septembre 2011 15:00 (UTC+11) | Morris 57e                | (0 - 0) | 55e Wahnawe · 89e Maguire | Stade PLGC, Nouméa Arbitrage : Finau Vulivuli | Stade PLGC, Nouméa Arbitrage : Finau Vulivuli |
| Vendredi 2 septembre 2011 15:00 (UTC+11) | Rapport                   |         |                           | Stade PLGC, Nouméa Arbitrage : Finau Vulivuli | Stade PLGC, Nouméa Arbitrage : Finau Vulivuli |

Repos 4 :  Tahiti
| Journée 5                             | Samoa américaines | 0 - 4   | Tahiti                                            |                                            |                                            |
| Lundi 5 septembre 2011 09:00 (UTC+11) |                   | (0 - 1) | 20e Frelin · 57e Alvarez · 66e Tokoragi · 72e Apo | Stade PLGC, Nouméa Arbitrage : Tupou Patia | Stade PLGC, Nouméa Arbitrage : Tupou Patia |
| Lundi 5 septembre 2011 09:00 (UTC+11) | Siaulaiga 88e     | Rapport | 86e Hauata                                        | Stade PLGC, Nouméa Arbitrage : Tupou Patia | Stade PLGC, Nouméa Arbitrage : Tupou Patia |

| Journée 5                             | Salomon | 0 - 1   | Papouasie-Nouvelle-Guinée |                                            |                                            |
| Lundi 5 septembre 2011 15:00 (UTC+11) |         | (0 - 0) | 47e Lanta                 | Stade PLGC, Nouméa Arbitrage : Tupou Patia | Stade PLGC, Nouméa Arbitrage : Tupou Patia |
| Lundi 5 septembre 2011 15:00 (UTC+11) | Rapport |         |                           | Stade PLGC, Nouméa Arbitrage : Tupou Patia | Stade PLGC, Nouméa Arbitrage : Tupou Patia |

Repos 5 : Nouvelle-Calédonie

#### Groupe B
| Rang | Équipe    | Pts | J | G | N | P | Bp | Bc | Diff |
| ---- | --------- | --- | - | - | - | - | -- | -- | ---- |
| 1    | Fidji     | 6   | 3 | 2 | 0 | 1 | 4  | 5  | -1   |
| 2    | Tonga     | 4   | 3 | 1 | 1 | 1 | 4  | 2  | +2   |
| 3    | Îles Cook | 4   | 3 | 1 | 1 | 1 | 2  | 2  | 0    |
| 4    | Guam      | 2   | 3 | 0 | 2 | 1 | 2  | 3  | -1   |

| Journée 1                            | Îles Cook  | 1 - 1   | Guam      |                                               |                                               |
| Mercredi 31 août 2011 09:00 (UTC+11) | Napa 90+1e | (0 - 0) | 76e Banks | Stade PLGC, Nouméa Arbitrage : Finau Vulivuli | Stade PLGC, Nouméa Arbitrage : Finau Vulivuli |
| Mercredi 31 août 2011 09:00 (UTC+11) | Rapport    |         |           | Stade PLGC, Nouméa Arbitrage : Finau Vulivuli | Stade PLGC, Nouméa Arbitrage : Finau Vulivuli |

| Journée 1                            | Tonga                                                     | 4 - 1   | Fidji       |                                           |                                           |
| Mercredi 31 août 2011 15:00 (UTC+11) | Filo 50e · Va'enuku 70e · Si'i Manu 74e (pen.) · Feke 90e | (0 - 1) | 11e Francis | Stade PLGC, Nouméa Arbitrage : Chris Kerr | Stade PLGC, Nouméa Arbitrage : Chris Kerr |
| Mercredi 31 août 2011 15:00 (UTC+11) | Rapport                                                   |         |             | Stade PLGC, Nouméa Arbitrage : Chris Kerr | Stade PLGC, Nouméa Arbitrage : Chris Kerr |

| Journée 2                                | Fidji                     | 2 - 1   | Guam                |                                            |                                            |
| Vendredi 2 septembre 2011 11:00 (UTC+11) | Riwai 55e · Daini 72e     | (0 - 0) | 87e (pen.) Thompson | Stade PLGC, Nouméa Arbitrage : Tupou Patia | Stade PLGC, Nouméa Arbitrage : Tupou Patia |
| Vendredi 2 septembre 2011 11:00 (UTC+11) | Singh 10e · Diyalowai 87e | Rapport |                     | Stade PLGC, Nouméa Arbitrage : Tupou Patia | Stade PLGC, Nouméa Arbitrage : Tupou Patia |

| Journée 2                                | Tonga | 0 - 1   | Îles Cook |                                                    |                                                    |
| Vendredi 2 septembre 2011 13:00 (UTC+11) |       | (0 - 1) | 26e Toka  | Stade PLGC, Nouméa Arbitrage : Anna-Marie Keighley | Stade PLGC, Nouméa Arbitrage : Anna-Marie Keighley |
| Vendredi 2 septembre 2011 13:00 (UTC+11) |       | Rapport | 71e Dean  | Stade PLGC, Nouméa Arbitrage : Anna-Marie Keighley | Stade PLGC, Nouméa Arbitrage : Anna-Marie Keighley |

| Journée 3                             | Tonga                           | 0 - 0   | Guam |                                                        |                                                        |
| Lundi 5 septembre 2011 11:00 (UTC+11) |                                 | (0 - 0) |      | Stade PLGC, Nouméa Arbitrage : Isidore Assiene-Ambassa | Stade PLGC, Nouméa Arbitrage : Isidore Assiene-Ambassa |
| Lundi 5 septembre 2011 11:00 (UTC+11) | La'akulu 65e · Mu'amoholeva 90e | Rapport |      | Stade PLGC, Nouméa Arbitrage : Isidore Assiene-Ambassa | Stade PLGC, Nouméa Arbitrage : Isidore Assiene-Ambassa |

| Journée 3                             | Fidji                             | 1 - 0   | Îles Cook |                                                    |                                                    |
| Lundi 5 septembre 2011 13:00 (UTC+11) | Naivalulevu 6e                    | (1 - 0) |           | Stade PLGC, Nouméa Arbitrage : Anna-Marie Keighley | Stade PLGC, Nouméa Arbitrage : Anna-Marie Keighley |
| Lundi 5 septembre 2011 13:00 (UTC+11) | Ratubalavu 68e · Lewasoqevula 90e | Rapport |           | Stade PLGC, Nouméa Arbitrage : Anna-Marie Keighley | Stade PLGC, Nouméa Arbitrage : Anna-Marie Keighley |

### Dernier carré
|  | Demi-finales                | Demi-finales              |                        |   | Finale                     | Finale                     |
|  | Demi-finales                | Demi-finales              |                        |   | Finale                     | Finale                     |
|  |                             |                           |                        |   |                            |                            |
|  | 7 septembre 09h00 - Koné    | 7 septembre 09h00 - Koné  |                        |   | 9 septembre 17h00 - Nouméa | 9 septembre 17h00 - Nouméa |
|  | 7 septembre 09h00 - Koné    | 7 septembre 09h00 - Koné  |                        |   | 9 septembre 17h00 - Nouméa | 9 septembre 17h00 - Nouméa |
|  | Nouvelle-Calédonie          | 3                         |                        |   | 9 septembre 17h00 - Nouméa | 9 septembre 17h00 - Nouméa |
|  | Nouvelle-Calédonie          | 3                         |                        |   | 9 septembre 17h00 - Nouméa | 9 septembre 17h00 - Nouméa |
|  | Tonga                       | 2                         |                        |   | 9 septembre 17h00 - Nouméa | 9 septembre 17h00 - Nouméa |
|  | Tonga                       | 2                         | Nouvelle-Calédonie     | 1 |                            |                            |
|  | 7 septembre 09h00 - Lifou   |                           | Nouvelle-Calédonie     | 1 |                            |                            |
|  |                             | Papouasie-Nouvelle-Guinée | 2                      |   |                            |                            |
|  | Fidji                       | Papouasie-Nouvelle-Guinée | 2                      | 0 |                            |                            |
|  | Fidji                       |                           |                        | 0 |                            |                            |
|  | Papouasie-Nouvelle-Guinée   | 4                         |                        |   |                            |                            |
|  | Papouasie-Nouvelle-Guinée   | 4                         | Match pour la 3e place |   |                            |                            |
|  |                             |                           |                        |   |                            |                            |
|  | 9 septembre 09h00 - Boulari |                           |                        |   |                            |                            |
|  |                             |                           |                        |   |                            |                            |
|  | Tonga                       | 0                         |                        |   |                            |                            |
|  | Tonga                       | 0                         |                        |   |                            |                            |
|  | Fidji                       | 1                         |                        |   |                            |                            |
|  | Fidji                       | 1                         |                        |   |                            |                            |

| Demi-finale                              | Nouvelle-Calédonie                               | 3 - 2   | Tonga                       |                                                |                                                |
| Mercredi 7 septembre 2011 09:00 (UTC+11) | Wahnawe 52e · Wahnawe 59e (pen.) · Wahnawe 90+4e | (0 - 1) | 33e Va'enuku · 72e Va'enuku | Stade Yoshida, Koné Arbitrage : Finau Vulivuli | Stade Yoshida, Koné Arbitrage : Finau Vulivuli |
| Mercredi 7 septembre 2011 09:00 (UTC+11) | Kaemo 32e                                        | Rapport | 81e Va'enuku                | Stade Yoshida, Koné Arbitrage : Finau Vulivuli | Stade Yoshida, Koné Arbitrage : Finau Vulivuli |

| Demi-finale                              | Fidji | 0 - 4   | Papouasie-Nouvelle-Guinée                      |                                                     |                                                     |
| Mercredi 7 septembre 2011 09:00 (UTC+11) |       | (0 - 1) | 17e Morris · 76e Birum · 78e Birum · 81e Birum | Stade Hnassé, Lifou Arbitrage : Anna-Marie Keighley | Stade Hnassé, Lifou Arbitrage : Anna-Marie Keighley |
| Mercredi 7 septembre 2011 09:00 (UTC+11) |       | Rapport | 20e Midi · 46e Lanta                           | Stade Hnassé, Lifou Arbitrage : Anna-Marie Keighley | Stade Hnassé, Lifou Arbitrage : Anna-Marie Keighley |

| Match pour la troisième place            | Tonga      | 0 - 1   | Fidji          |                                                      |                                                      |
| Mercredi 9 septembre 2011 09:00 (UTC+11) |            | (0 - 1) | 27e Singh      | Stade Boewa, Boulari Arbitrage : Anna-Marie Keighley | Stade Boewa, Boulari Arbitrage : Anna-Marie Keighley |
| Mercredi 9 septembre 2011 09:00 (UTC+11) | Feke 90+2e | Rapport | 76e Ratubalavu | Stade Boewa, Boulari Arbitrage : Anna-Marie Keighley | Stade Boewa, Boulari Arbitrage : Anna-Marie Keighley |

| Finale                                   | Nouvelle-Calédonie | 1 - 2   | Papouasie-Nouvelle-Guinée        |                                                    |                                                    |
| Mercredi 9 septembre 2011 17:00 (UTC+11) | Wahnawe 41e        | (1 - 1) | 25e Midi · 90+2e (pen.) Honeakii | Stade Numa-Daly, Nouméa Arbitrage : Finau Vulivuli | Stade Numa-Daly, Nouméa Arbitrage : Finau Vulivuli |
| Mercredi 9 septembre 2011 17:00 (UTC+11) | Rapport            |         |                                  | Stade Numa-Daly, Nouméa Arbitrage : Finau Vulivuli | Stade Numa-Daly, Nouméa Arbitrage : Finau Vulivuli |

### Classement des buteuses
| #  | Buteur                                                                            | Équipe                                                         | Buts Note 1 | Pen. Note 2 | J. Note 3 | Ratio Note 4 |
| -- | --------------------------------------------------------------------------------- | -------------------------------------------------------------- | ----------- | ----------- | --------- | ------------ |
| 1  | Christelle Wahnawe                                                                | Nouvelle-Calédonie                                             | 12          | 1           | 6         | 2            |
| 2  | Sandra Birum                                                                      | Papouasie-Nouvelle-Guinée                                      | 5           | 0           | 6         | 0,83         |
| 3  | Laydah Samani                                                                     | Salomon                                                        | 3           | 0           | 3         | 1            |
| 4  | Ramona Morris                                                                     | Papouasie-Nouvelle-Guinée                                      | 2           | 0           | 4         | 0,5          |
| 5  | Salome Va'enuku                                                                   | Tonga                                                          | 2           | 0           | 4         | 0,5          |
| 6  | Ara Midi Mohea Hauata                                                             | Papouasie-Nouvelle-Guinée Tahiti                               | 2           | 0           | 4         | 0,5          |
| 8  | Kim Maguire                                                                       | Nouvelle-Calédonie                                             | 2           | 0           | 5         | 0,4          |
| 9  | Miriam Lanta                                                                      | Papouasie-Nouvelle-Guinée                                      | 2           | 0           | 5         | 0,4          |
| 10 | Jannel Banks Adriana Frelin Miriam Louma Dayna Napa Kristin Thompson Tepaeru Toka | Guam Tahiti Papouasie-Nouvelle-Guinée Îles Cook Guam Îles Cook | 1           | 0           | 3         | 0,33         |

| 1 : Nombre de buts inscrits 2 : Nombre de penaltys inscrits 3 : Nombre de matchs que la joueuse a joué 4 : Nombre de buts par matchs joués |

## Tableau des médailles
| Rang  | Nation                    | Or | Argent | Bronze | Total |
| ----- | ------------------------- | -- | ------ | ------ | ----- |
| 1     | Nouvelle-Calédonie        | 1  | 1      | 0      | 2     |
| 2     | Papouasie-Nouvelle-Guinée | 1  | 0      | 0      | 1     |
| 3     | Fidji                     | 0  | 1      | 1      | 2     |
| 4     | Îles Salomon              | 0  | 1      | 0      | 1     |
| 5     | Tahiti                    | 0  | 0      | 1      | 1     |
| Total | Total                     | 1  | 1      | 1      | 3     |